# Clayton Silva
Clayton Silva (Uberlândia, 1938 – Campinas, 2013. január 15.) brazil színész. Élete utolsó 15 évét São Paulo államban élte le egy farmon, 2012 decemberében rákos megbetegedést diagnosztizáltak nála, január 15-én elhunyt.
Főleg televíziós műsorokban szerepelt.